# David O. Russell

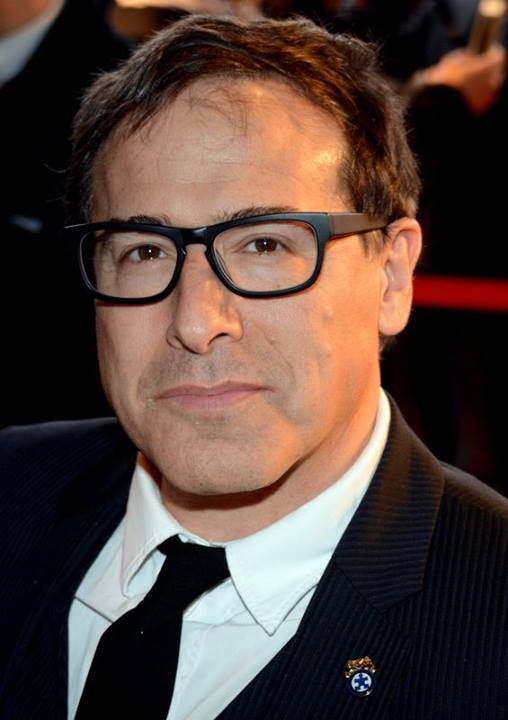
David O. Russell (2014)

David Owen Russell (* 20. August 1958 in New York City, USA) ist ein US-amerikanischer Regisseur, Filmproduzent und Drehbuchautor. Seine bekanntesten Filme sind Three Kings, The Fighter, Silver Linings, American Hustle und Joy – Alles außer gewöhnlich.

## Leben
1981 beendete Russell sein Bachelor-Studium am Amherst College mit einem Abschluss in Englisch und Politikwissenschaft. In der Folgezeit arbeitete er als Union organizer in Maine und unterrichtete im Bereich der Alphabetisierung in Boston. Parallel entfaltete er sein Interesse als Dokumentarfilmer, was zu einem Praktikum in Washington, D.C. beim Public Broadcasting Service führte. Danach ging er nach New York City und realisierte eigene Filmprojekte. 1987 wurde sein Kurzfilm Bingo Inferno: A Parody on American Obsessions beim Sundance Film Festival aufgeführt, 1989 folgte Hairway to the Stars. Mit Spanking the Monkey aus dem Jahr 1994 drehte er schließlich seinen ersten Spielfilm, der vor allem in künstlerischer Hinsicht ein Erfolg wurde.
1995 wurde er mit zwei Independent Spirit Awards für seinen Film Spanking the Monkey ausgezeichnet. Es folgten weitere Filmprojekte, seine nächsten beiden Filme Flirting with Disaster – Ein Unheil kommt selten allein und Three Kings – Es ist schön König zu sein wurde wie seine Debüt von der Kritik und auch dem Publikum gelobt.
2008 drehte er die satirische Komödie Nailed mit Jessica Biel und Jake Gyllenhaal, die aufgrund finanzieller Probleme nicht fertiggestellt wurde.
2010 erschien sein Film The Fighter mit Mark Wahlberg und Christian Bale in den Kinos, der ihm 2011 eine Oscar-Nominierung als bester Regisseur einbrachte. Eine weitere Nominierung in dieser Kategorie erhielt er 2013 für Silver Linings, des Weiteren war er in diesem Jahr für das beste adaptierte Drehbuch nominiert.
Russell gilt als schwieriger Mensch am Filmset. Überliefert sind Auseinandersetzungen mit George Clooney bei den Dreharbeiten zu Three Kings. Anlass war das herabwürdigende Verhalten Russells gegenüber Mitgliedern der Filmcrew, was Clooney nicht akzeptieren wollte. Es kam zu verbalen Auseinandersetzungen, bis hin zu Faustschlägen. Später berichtete Amy Adams über Russells ausfallendes Benehmen am Set von American Hustle. So schrie er sie und Schauspielkollegin Jennifer Lawrence an.
Russell war von 1992 bis 2007 mit der Produzentin Janet Grillo verheiratet, mit der er einen Sohn, Matthew „Matt“ Grillo Russell (* 10. März 1994), hat. Dieser übernahm im Film Silver Linings eine kleine Nebenrolle.

## Eingesetzte Schauspieler
David O. Russell neigt dazu, Schauspieler mehrere Male einzusetzen. Hier eine Liste aller Schauspieler, die er in seinen Filmen zweimal oder öfter eingesetzt hat.
- Bradley Cooper: Silver Linings, American Hustle, Joy – Alles außer gewöhnlich
- Robert De Niro: Silver Linings, American Hustle, Joy – Alles außer gewöhnlich, Amsterdam
- Mark Wahlberg: I Heart Huckabees, Three Kings – Es ist schön König zu sein, The Fighter
- Jennifer Lawrence: Silver Linings, American Hustle, Joy – Alles außer gewöhnlich
- Amy Adams: The Fighter, American Hustle, The Slaughter Rule
- Christian Bale: The Fighter, American Hustle, Amsterdam
- Elisabeth Röhm: American Hustle, Joy – Alles außer gewöhnlich

Außerdem schaffte es David O. Russell, dass bei den Oscarverleihungen 2013 und 2014 für seine Filme Silver Linings und American Hustle in den Kategorien beste (r) Hauptdarsteller(in) und beste(r) Nebendarsteller(in) immer ein Schauspieler aus einem seiner Filme nominiert war. Außerdem war er zweimal in Folge sowohl für die beste Regie als auch in den Kategorien bestes original/adaptiertes Drehbuch nominiert. Allerdings ging er in beiden Jahren sieglos aus. Auch in den Schauspiel-Kategorien konnte lediglich Jennifer Lawrence 2013 den Oscar als beste Hauptdarstellerin für Silver Linings gewinnen.

## Filmografie

### Regisseur
- 1987: Bingo Inferno (Kurzfilm) – Regie, Drehbuch, Produktion, Schnitt
- 1990: Hairway to the Stars (Kurzfilm)
- 1994: Spanking the Monkey – Regie, Drehbuch, Executive Producer, Hundetrainer
- 1996: Flirting with Disaster – Ein Unheil kommt selten allein (Flirting with Disaster) – Regie, Drehbuch
- 1999: Three Kings – Es ist schön König zu sein (Three Kings) – Regie, Drehbuch
- 2004: I Heart Huckabees – Regie, Drehbuch, Produktion
- 2004: Soldiers Pay (Dokumentarfilm) – Co-Regie, Co-Kamera, Produktion
- 2010: The Fighter
- 2012: Silver Linings (Silver Linings Playbook) – Regie, Drehbuch
- 2013: American Hustle – Regie, Drehbuch
- 2015: Joy – Alles außer gewöhnlich (Joy) – Regie, Drehbuch, Produktion
- 2015: Liebe ohne Krankenschein (Accidental Love) – Regie (unter dem Pseudonym Stephen Greene)
- 2022: Amsterdam – Regie, Drehbuch, Produktion

### Sonstige Werke
- 2002: Adaption – Der Orchideen-Dieb (Adaption.) – Darsteller
- 2002: The Slaughter Rule – Produktion
- 2004: Anchorman – Die Legende von Ron Burgundy (Anchorman: The Legend of Ron Burgundy) – Ausführender Produzent

## Auszeichnungen (Auswahl)
Oscar
- 2011: Nominiert als bester Regisseur für The Fighter
- 2013: Nominiert als bester Regisseur für Silver Linings
- 2013: Nominiert für das beste adaptierte Drehbuch für Silver Linings
- 2014: Nominiert als bester Regisseur für American Hustle
- 2014: Nominiert für das beste Originaldrehbuch für American Hustle

Golden Globe Award
- 2014: Nominiert als bester Regisseur für American Hustle
- 2014: Nominiert für das beste Drehbuch für American Hustle

Critics’ Choice Movie Award
- 2014: Nominiert als bester Regisseur für American Hustle
- 2014: Nominiert für das beste Originaldrehbuch für American Hustle

Independent Spirit Awards
- 2013: Beste Regie für Silver Linings
- 2013: Bestes Drehbuch für Silver Linings

AACTA International Award
- 2014: Nominiert als bester Regisseur für American Hustle
- 2014: Bestes Drehbuch für American Hustle